# Partido del Pueblo (Costa Rica)
El Partido del Pueblo fue un partido político costarricense escindido del Partido Liberal Progresista y que participó en las elecciones presidenciales de Costa Rica de 1906 postulando a Tobías Zúñiga Castro. El partido era de ideología liberal y fuertemente vinculado a la poderosa oligarquía cafetalera. En ese entonces las elecciones costarricenses se realizaban en dos grados, primero por sufragio general que escogía a los electores y luego estos elegían al presidente, diputados y regidores municipales. Los candidatos opositores Máximo Fernández Alvarado y Bernardo Soto Alfaro acordaron apoyar a Zúñiga pues parecía tener más posibilidades de vencer al candidato oficialista y enemigo común de los tres Cleto González Víquez, sin embargo el presidente Ascensión Esquivel Ibarra suspendió las libertades públicas y expulsó del país a los líderes opositores por lo que garantizó el triunfo de González.
El partido se fusionó con el Partido Civil para las Elecciones presidenciales de Costa Rica de 1910 creando así el Partido Unión Nacional.